# Штайнбург (Бургенланд)
Штайнбург (нем. Steinburg) — деревня в Германии, в земле Саксония-Анхальт, входит в район Бургенланд в составе коммуны Финнеланд.
Население составляет 101 человек (на 1 января 2012 года). Занимает площадь 9,62 км².

## История
Первое упоминание о поселении встречается в документах 15 мая 1306 года.
1 июля 2009 года, после проведённых реформ, Штайнбург вошёл в состав новой коммуны Финнеланд.